# Bengt Nilsson (calciatore)
Bengt Nilsson (31 agosto 1957) è un ex calciatore svedese, di ruolo portiere.